# Гомеозис
Гомеозис — превращение одной части тела в другую, которое происходит из-за мутаций или ошибок экспрессии специфических генов, принимающих участие в развитии. У животных явления гомеозиса могут быть вызваны мутациями в гомеозисных генах, у растений — мутациями в генах семейства MADS-box. Гомеозис сыграл важную роль в эволюционном прогрессе насекомых.
Явления гомеозиса описаны у кольчатых червей, членистоногих, позвоночных, высших растений.
У насекомых к явлениям гомеозиса относится, например, превращение грудных сегментов в брюшные (и наоборот), превращение гальтеров (жужжалец) в крылья, превращение антенн (усиков) в ноги. Известны также случаи превращения в ноги нижнегубных щупиков. Мутация гена Ultrabithorax приводит к фенотипу, при котором метаторакальный и первый абдоминальный сегменты становятся мезоторакальными. Другим хорошо изученным примером гомеозисной мутации является мутация Antennapedia: потеря функции нормального аллеля вызывает развитие ног на месте антенн.
У ракообразных описаны случаи возникновения антенн вместо стебельчатых глаз в процессе регенерации.
У растений гомеозис проявляется, например, в превращении одних частей цветка в другие (тычинок в лепестки или лепестков в чашелистики). У резуховидки Таля (Arabidopsis thaliana) обнаружен ряд гомеозисных мутаций, при совместном действии некоторых из них все части цветка превращаются в листья.
Причиной гомеозиса обычно служат мутации или изменения экспрессии селекторных гомеозисных генов, управляющих спецификацией внешне неразличимых зачатков разных органов.